# Múlt-kor
A Múlt-kor egy Magyarországon negyedévente megjelenő történelmi magazin, mely az egyetemes és a magyar történelmet magazin-szerűen, szórakoztató, figyelemfelkeltő formában tárgyalja.

## Címlapsztorik

### 2010.
- Tavasz: Magyar felfedezők és kalandorok
- Nyár: Szerelmek a Fehér Házban
- Ősz: 1848 asszonyai és özvegyei
- Tél: A magyar repülés 100 éve

### 2011.
- Tavasz: Az ügynökök köztünk járnak
- Nyár: A közös kód
- Ősz: Az ezerarcú géniusz
- Tél: Születésnapra szeretettel!

### 2012.
- Tavasz: Kádár
- Nyár: Made in America
- Ősz: Özvegyek országa
- Tél: Vezéráldozat

### 2013.
- Tavasz: Átpolizizált magyar ünnepek
- Nyár: Eger halhatatlan csillagai
- Ősz: Elátkozott dinasztiák
- Tél: Páratlan párok

### 2014.
- Tavasz: Emlékezz! Holokauszt 1944-ben
- Nyár: Pajzán históriák
- Ősz: 1989 − A szabadság kapujában
- Tél: Hitler a hódolói szerint

### 2015.
- Tavasz: Gyászoló Hungária
- Nyár: Meghökkentő halálesetek
- Ősz: Magyar sorsok a Gulágon
- Tél: Száműzöttek

### 2016.
- Tavasz: Diktátorfeleségek
- Nyár: Kém és kurtizán − Mata Hari titokzatos élete
- Ősz: Az ágyú torkában − 1956 hősei
- Tél: A magyar történelem rejtélyei

### 2017.
- Tavasz: Nők a fronton
- Nyár: Páratlan párok
- Ősz: Kalandos középkor
- Tél: Hitler elfeledett szövetségesei

### 2018.
- Tavasz: Sorsgyötörte magyar anyák
- Nyár: Szerelmes uralkodók
- Ősz: Legendás apák és fiúk
- Tél: 7 végzetes pillanat

### 2019.
- Tavasz: A vörösterror 133 napja
- Nyár: Őrült uralkodók
- Ősz: Forró magyar őszök
- Tél: Fagyos téli ütközetek

### 2020.
- Tavasz: Halálos tudomány
- Nyár: A magyar film 30 felejthetetlen pillanata
- Ősz: Hiúságunk története
- Tél: Legendás anyósok

## Különszámok
- 2015. A „kannibál” gróf kalandjai
- 2016. 101 ember, aki megváltoztatta a világot
- 2017. 55 meghökkentő történet
- 2018. Hitler és a nők
- 2019. 101 kép rólunk
- 2020. Egészségünk története